# Eduard Ratmilewitsch Latypow
Eduard Ratmilewitsch Latypow (russisch Эдуард Ратмилевич Латыпов; englisch Eduard Latypov; * 21. März 1994 in Hrodna) ist ein russischer Biathlet.

## Werdegang
Latypow wechselte, obwohl in Belarus geboren, bereits in der Jugend nach Russland. Seine ersten internationalen Rennen bestritt er bei den Biathlon-Juniorenweltmeisterschaften 2013 in Obertilliach. Nachdem er in den Einzelrennen meist nur im Mittelfeld landete, verpasste er als Vierter mit der Staffel seine erste Medaille. Bei den folgenden Junioren-Europameisterschaften in Nové Město na Moravě gewann er Silber mit der Staffel. Nachdem er bei den Biathlon-Juniorenweltmeisterschaften 2014 in Presque Isle im Sprint sowie mit der Staffel die Bronzemedaille gewonnen hatte, gelang ihm ein Jahr später bei den Biathlon-Juniorenweltmeisterschaften 2015 in Minsk in der Verfolgung sowie der Staffel der Gewinn der Goldmedaille. Ab der Saison 2015/16 startete Latypow im IBU-Cup. In der Saison 2017/18 stand er beim Sprint in Sjusjøen erstmals auf dem Podium.
Sein Debüt im Biathlon-Weltcup gab er in der Saison 2018/19, als er mit einem 99. Platz im Einzel in Pokljuka begann. Sein bestes Einzelergebnis in dieser Saison war dann Platz 15 im Einzel von Canmore, womit er auch zum einzigen Mal in die Punkteränge gelang. Am Ende der Saison hatte er 26 Punkte und lag damit auf Platz 72 im Gesamt-Weltcup. Beim Staffel-Weltcup von Chanty-Mansijsk stand er mit seinen Staffelpartnern erstmals auf einem Weltcup-Podest.
In der Folgesaison 2019/20 holte er gleich beim Auftaktwochenende in Östersund seine ersten Weltcuppunkte im Sprint mit Platz 25. Erst beim Einzel in Pokljuka gelang ihm als 24. eine bessere Platzierung. Darüber hinaus verpasste er dreimal als Vierter mit der Staffel knapp das Podest.

## Statistik

### Weltcupsiege
| Nr. | Datum         | Ort     | Disziplin       |
| --- | ------------- | ------- | --------------- |
| 1.  | 10. Jan. 2021 | Oberhof | Mixed-Staffel 1 |

### Biathlon-Weltcup-Platzierungen
Die Tabelle zeigt alle Platzierungen (je nach Austragungsjahr einschließlich Olympische Spiele und Weltmeisterschaften).
- 1.–3. Platz: Anzahl der Podiumsplatzierungen
- Top 10: Anzahl der Platzierungen unter den ersten zehn (einschließlich Podium)
- Punkteränge: Anzahl der Platzierungen innerhalb der Punkteränge (einschließlich Podium und Top 10)
- Starts: Anzahl gelaufener Rennen in der jeweiligen Disziplin
- Staffel: inklusive Mixed- und Single-Mixed-Staffeln

| Platzierung              | Einzel | Sprint | Verfolgung | Massenstart | Staffel | Gesamt |
| ------------------------ | ------ | ------ | ---------- | ----------- | ------- | ------ |
| 1. Platz                 |        |        |            |             | 1       | 1      |
| 2. Platz                 |        | 1      | 1          | 1           | 1       | 4      |
| 3. Platz                 |        |        |            |             | 5       | 5      |
| Top 10                   | 1      | 5      | 2          | 1           | 18      | 27     |
| Punkteränge              | 3      | 17     | 12         | 7           | 20      | 59     |
| Starts                   | 8      | 26     | 16         | 7           | 20      | 77     |
| Stand: 31. Dezember 2021 |        |        |            |             |         |        |

### Olympische Winterspiele
Ergebnisse bei Olympischen Winterspielen:
|                                        | Einzelwettbewerbe | Einzelwettbewerbe | Einzelwettbewerbe | Einzelwettbewerbe | Staffelwettbewerbe | Staffelwettbewerbe |
| Sprint                                 | Verfolgung        | Einzel            | Massenstart       | Herrenstaffel     | Mixedstaffel       |                    |
| -------------------------------------- | ----------------- | ----------------- | ----------------- | ----------------- | ------------------ | ------------------ |
| Olympische Winterspiele 2022 \| Peking | 11.               | 3.                | 11.               | 19.               | 3.                 | 3.                 |

### Juniorenweltmeisterschaften
Ergebnisse bei den Juniorenweltmeisterschaften:
| Weltmeisterschaften | Weltmeisterschaften | Einzel | Sprint | Verfolgung | Staffel |
| Jahr                | Ort                 | Einzel | Sprint | Verfolgung | Staffel |
| ------------------- | ------------------- | ------ | ------ | ---------- | ------- |
| 2013                | Obertilliach        | 32.    | 18.    | 19.        | 4.      |
| 2014                | Presque Isle        | 44.    | 3.     | 6.         | 3.      |
| 2015                | Minsk-Raubitschy    | 35.    | 6.     | 1.         | 1.      |